# فيكو هورستي
فيكو هورستي (Veikko Hursti؛ هلسنكي، 25 نوفمبر 1924 - هلسنكي، 10 مايو 2005) محسن فنلندي.
كان هورستي من عائلة مكونة من سبعة أطفال. كانت والدته إيلي هورستي نصرانية متدين ووالده هورستي أرفو كان كاهناً منهاجياً.
شارك هورستي متطوعاً في حرب الاستمرار و عمل بعد ذلك مخرجاً فنياً بإحدى الصحف .
أكثر ما اشتهر به هورستي عمله في مساعدة الفقراء والمشردين.